# 三木産業
三木産業（みきさんぎょう、英語: MIKI & Co.,LTD.）は、東京都中央区に本社を置く日本の商社。

## 沿革
- 播州三木城城主、別所家一族子孫の「三木宗桂　註：呑海寺」と無関係であるが後の交流は深かった。
- 延宝02年） - 阿波国中喜来浦村（現在の徳島県松茂町）の三木家遠祖が天然藍の取扱いを始め創業。
- 1789年（寛政元年） - 江戸日本橋に店舗を構える。
- 1918年（大正07年） - 三木與吉郎商店の営業を継承し、株式会社三木商店を設立。
- 1973年（昭和48年） - ニューヨーク市にMIKI SANGYO (USA) INC.を設立。
- 1980年（昭和55年） - デュッセルドルフにMIKI (EUROPE) GmbHを設立。
- 1988年（昭和63年） - バンコクにMIKI (THAILAND) LTD.を設立。
- 2003年（平成15年） - 上海に三与（上海）貿易有限公司 MIKI (SHANGHAI) CO., LTD.を設立。
- 2013年（平成25年） - ジャカルタにPT. MIKI INDONESIAを設立。

## 事業所
総本店
- 〒771-0212 徳島県板野郡松茂町中喜来字中須20

東京営業本部
- 〒103-0027 東京都中央区日本橋3-15-5 第2三木ビル

機能材料部第三課（上田駐在）
- 〒386-0018 長野県上田市常田2-15-1 箱山ビル2F

製紙材料部第二課（富士駐在）
- 〒417-0002 静岡県富士市依田橋160

精密化学品部第三課（福井駐在）
- 〒918-8231 福井県福井市問屋町4-402

大阪支店
- 〒550-8585 大阪府大阪市西区北堀江3-12-23

営業一部第二課（広島駐在）
- 〒730-0017 広島県広島市中区鉄砲町1-18 佐々木ビル7F

名古屋支店
- 〒450-0002 愛知県名古屋市中村区名駅3-25-9 堀内ビル4F

営業部第一課（浜松駐在）
- 〒430-0919 静岡県浜松市中央区野口町337

徳島支店
- 〒770-0905 徳島県徳島市東大工町3-16

## 関連会社
- 大昭興業株式会社 
  - 設立：1939年4月
  - 本店：大阪府大阪市西区北堀江3-12-23
- 三協商事株式会社
  - 設立：1947年5月
  - 本店：徳島県徳島市万代町5-8-3